# Neurolyga collaris
Neurolyga collaris är en tvåvingeart som först beskrevs av Boris Mamaev 1963.  Neurolyga collaris ingår i släktet Neurolyga och familjen gallmyggor. Inga underarter finns listade i Catalogue of Life.